# Lešek I.

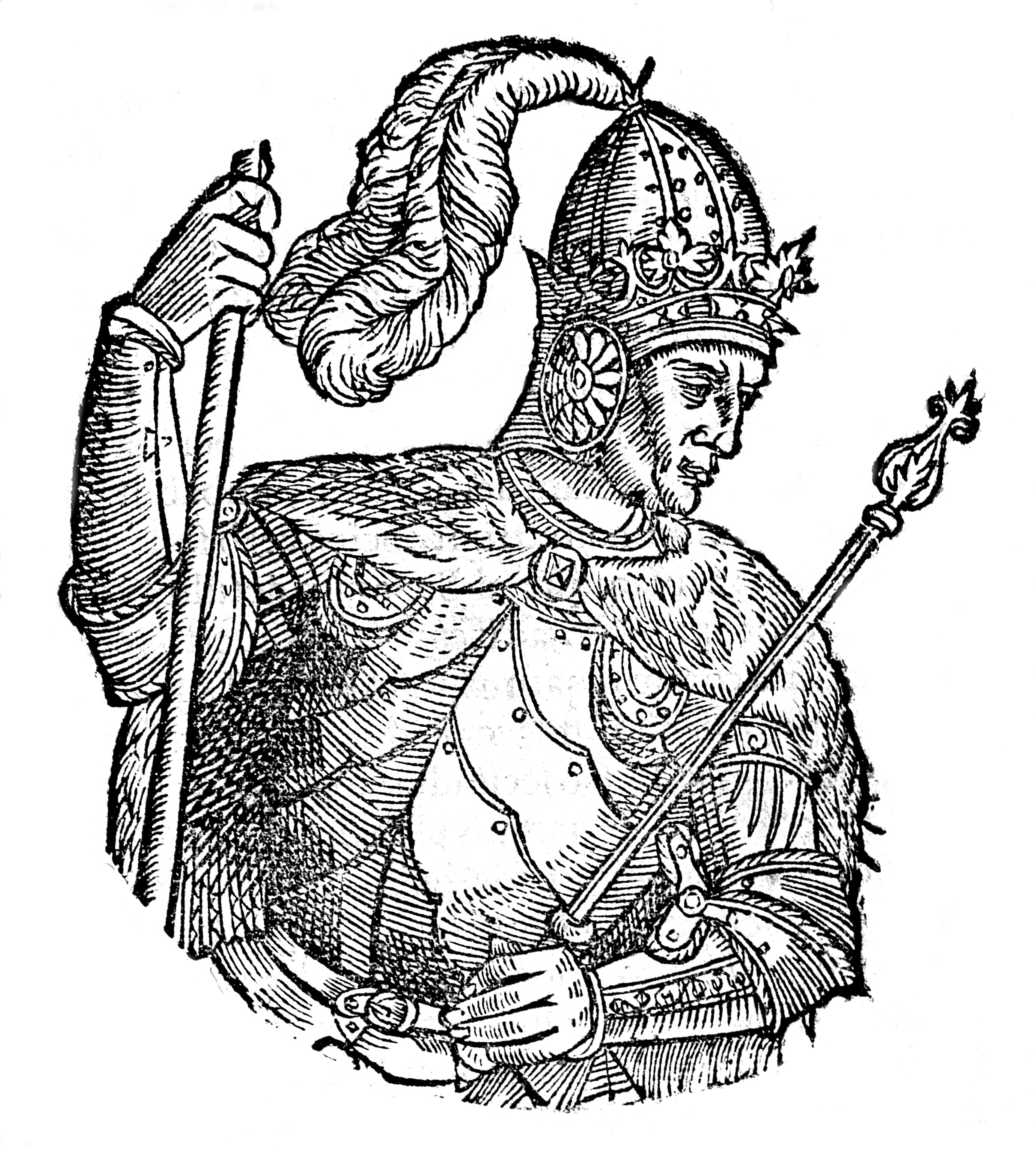
Lešek I.

Lešek I. (polsky Leszko I., latinsky Lescus) byl legendární vládce Polska, který byl uváděn v kronice Chronica seu originale regum et principum Poloniae od Vincenta Kadlubka (polsky Kronika Wincentego Kadłubka).

## Legenda

### Podle Wincenta Kadlubka
Podle Kadlubka byla země Lechitů (polsky Lechitów), po smrti královny Wandy, napadena vojsky Alexandra Velikého. Makedonská vojska vkročili do Polska od Moravy (Velkomoravská říše), obsadili Malopolsko a Slezsko. Mělo dojít k porážce Alexandra v bitvě pod vrchem, když Lechité na doporučení neznámého zlatníka přichystali na makedonské lest. Šlo o to, že Lechité vyrobili rytíře (vojáky) ze dřeva, kteří vypadali jako skuteční, a byl jich takový počet, že se vojska Alexandra Velikého zalekla. Když vojska odešla ze země Polanů, zlatník byl jmenován králem a dostal jméno Lestek, což znamenalo chytrý, mazaný.
Informace, kterou o Leškovi sděluje Kadlubek, a z které je možné získat dojem, že Lešek žil ve 4. století př. n. l., jsou napsané v běžné, resp. dobové stylistice. Vepsal rody vládců z nejvzdálenějších zemí a také použil nejslavnějších události celého světa.

### Podle Jana Dluhoše
Jan Dluhoš (polsky Jan Długosz) se snažil vytvořit legendu o Leškovi jako více realistickou. Makedonce nahradil Uhry a Moravany. Změnil jméno, které dostal vládce (král) a to na Přemysla (polsky Przemyśl, latinsky Premislaus). Jméno Lestek vysvětlil jako rodové příjmení z dynastie, která vychází od knížete Lecha.

### Podle Martina Bílského, historiků 18. století a Jamese Andersona
Martin Bílský (polsky Marcin Bielski) také přijal verzi o válkách z Moravany, datoval panování Leška na dobu okolo roku 700 a připsal mu založení města Přemyšl (polsky Przemyśl). Historikové 18. století jej datují k roku 750, 760–780, nebo mezi 750 a 776. James Anderson (1680–1739) tvrdil, že vládl 20 let.

## Odkaz v historických dílech
Přemysl (latinsky Primislav), prý nosil helmu vyrobenou z dubu, byl zmíněn jako Ragusan v epickém díle Osman od Ivana Gunduliće (1589–1638), které bylo ovlivněno touto polskou legendou.